# Supplay
Supplay est une société d’intérim et de recrutement présente dans toute la France. Elle est spécialisée dans les métiers de l'industrie.

## Histoire
Supplay existe depuis 1968. D'abord spécialisée dans le travail temporaire, elle s'est diversifiée aux prestations de recrutement en 2005.
Elle a ouvert sa 100e agence en 2010 et sa 125e en 2015 à Bordeaux. 